# Ghaemshahr
Ghaemshahr este un oraș din Iran.